# Волосов, Марк Григорьевич
Марк Григорьевич Волосов (1895, Витебская губерния — 1941) — советский переводчик, член Союза писателей с 1934.

## Биография
Марк Григорьевич Волосов родился в местечке Глазманка Витебской губернии в мещанской семье Гершона Пинхусовича Волосова. В Первую мировую войну был призван в армию, за проявленную храбрость дважды награждался Георгиевским крестом. Попал в немецкий плен, бежал. Добрался до Норвегии, откуда уплыл в Америку. Несколько лет работал моряком, пока не вернулся в Россию в 1923.
Знание английского языка позволило ему заняться переводом художественной литературы. С его помощью советские читатели познакомились с такими авторами, как Теодор Драйзер, Майкл Голд, Грейс Лампкин, Эрскин Колдуэлл. Несмотря на популярность, переводы Волосова иногда оценивались как небрежные.
Во время Великой Отечественной войны Марк Волосов, в это время живший в Москве, записался в ополчение и был призван на службу в июле 1941 года. Он попал в писательскую роту, в которой провёл первые месяцы службы, а затем был переведён в санитарную часть под начало драматурга Марка Тригера. В конце сентября письменная связь с ним прекратилась, впоследствии он был признан пропавшим без вести. Вероятнее всего, погиб в октябре 1941 года в окружении под Вязьмой.

## Семья
- Жена — Эсфирь Максимовна Волосова.
  - Сын — Владимир Маркович Волосов (1928—2010)[9].